# 単為生殖
単為生殖（たんいせいしょく、英語: parthenogenesis）とは、一般には有性生殖する生物で雌が単独で子を作ることを指す。有性生殖の一形態に含まれる。
なお、単為生殖によって産まれる子の性が、雌のみならば産雌単為生殖（セイヨウタンポポ、増殖中のアブラムシやミジンコなど）、雄のみならば産雄単為生殖（ハチ、ハダニなど）、雄も雌も生産可能ならば、両性単為生殖（休眠卵生産直前のアブラムシやミジンコなど）と区別される。また、卵子が精子と受精することなく、新個体が発生することを単為発生（たんいはっせい）と呼ぶ。

## 概論
哺乳類では次世代を残すためには精子と卵子が受精することが必要だが、これは哺乳類に限った現象で、鳥類ですらシチメンチョウなどで見られるように受精することなく卵子が孵化することが知られている。
哺乳類では単為生殖で繁殖する動物は知られていない。それは、哺乳類の特定の遺伝子にはゲノムインプリンティングという母親由来か父親由来かを示すラベルがあり、どちらの親のものが発現するかが決まっているからである。ゆえに、親がどちらかの性だけだと全く発現しない遺伝子が出てきてしまい、子は生存できない。単為生殖できない哺乳類は、グループとしてみれば実にマイナーな存在である。ただし、マウスなどのいくつかの哺乳類では人為的に単為生殖を誘発する実験に成功している。
自然に単為生殖をすることが知られている動物の大半は、ミツバチ、スズメバチ、アリ、アブラムシといった小型の無脊椎動物であり、彼らは有性生殖と単為生殖を切り替えることができる。
脊椎動物でも80種以上で確認されており、その約半数が魚か爬虫類である。また、飼育下のヘビ、コモドオオトカゲ、鳥、サメのメスで単為生殖が確認されている。
ヘビ、鳥、サメなど、単為生殖が確認された生物種は近年急増している。
単為生殖のメカニズムは、卵子ができる過程で形成され通常であれば消滅するはずの「極体」が、精子のように振る舞い卵子と結合することで起きる。
世界最大のヘビであるアミメニシキヘビでも単為生殖が確認されている。また、ヘビにおいては繁殖相手になるオスが周囲に存在する環境であっても単為生殖が起こる事が判明している。単為生殖はオスがいない場合に血筋を絶やさない方法として起こる進化上の珍しい現象と考えられていたが、アメリカの生物学者ウォーレン・ブースの調査ではオスが存在する自然環境下であっても単為生殖で妊娠していたヘビは驚くほど高い確率であった。ヘビで単為生殖が起こる原因は不明で、メスがオスとの交配にあぶれた、細菌やウイルスが誘因になった、あるいはただの生殖上のミスと考える専門家もいる。
単為生殖で生まれた動物が普通に生殖できるのかは分かっていない。単為生殖の子どもはどこかに異常があるか、早死してしまう場合が多い。
正確に言えば、単為生殖とは、本来は接合によって新しい個体を生ずるはずの生殖細胞が、接合を経ることなく新しい個体を形成することである。たとえば、卵といわれるものは、精子が入って受精が行われることで発生が始まり、新たな個体へと成長するものである。ところが、卵が受精を経ずに発生を始める例があり、このようなものを「単為生殖」と呼ぶのである。つまり、有性生殖器官を強引に無性生殖的に用いてしまうわけである。なお、この卵の例のように、新個体の形成に発生の過程が入ることから、「単為発生」という言葉も使われる。
卵でなくても、植物では受粉せずに種子が生じる場合（内部的には卵が絡んでいるが）も単為生殖と呼ぶ。他に、雌雄の分化が起こっていない生殖細胞の間に、接合胞子を形成するものの場合にも、単独で接合胞子 (Zygospore) を形成する例があり、その場合には単為生殖と呼べる。そのような接合胞子を偽接合胞子 (Azygospore) という。
単為生殖は偶発的なものもあれば、生活環の一部として恒常的に行われている場合もある。また、人工的に単為生殖を誘発することも行われている。

## 単為生殖と染色体
単為生殖は、接合なしに新個体が作られるので、雌側（母体）の遺伝子のみを受け継ぐことになる。また、接合を前提とした生殖細胞であれば、当然ながら染色体は単相であり、接合によって複相になるはずである。つまり、卵がそのまま発生を行えば、他の個体は複相であるのに、単相の個体が生じることになる。普段から単為生殖を行っている生物では、そのため、卵など減数分裂で作られるべき生殖細胞を、減数分裂抜きで作っている場合や、減数分裂を起こした核が、ふたたび融合することで複相にもどる場合などがある。後者の場合、遺伝子の組み合わせの変更が行なわれているので、親と全く同じ個体にはならず（クローンではない）、クローン個体と近親交配を行ったのと同じ結果になる。
異種間の雑種や、異数性などで染色体数が奇数になった場合に、減数分裂が行えなくなる。その場合に、減数分裂を行なわずにその細胞が発生を始めるような単為生殖が見られる場合がある。

## 単為生殖を含む生活環
ミジンコでは、好適条件では雌が単為生殖により雌のみをどんどん生む。これによって個体数は非常に素早く増えることができる。個体群密度が上昇すると、雄が生まれ、雌雄の交接から受精を経て卵が作られる。この卵は厚い殻を持ち、休眠にはいる。この卵は乾燥に耐え、新たに条件が良くなったときに孵化してくるので、耐久卵と呼ばれる。
このように、条件の良い間は単為生殖を、いわば無性生殖の方法として用い、素早く数を増やし、条件が悪化すると真の有性生殖を行って休眠に入るというやり方は、他にもアブラムシやカイガラムシなどにも見られる。
単為生殖では雄のみを生産する例も存在する。
- ハチ類: 女王による雌雄の産み分け（※受精卵は雌に、未受精卵は雄になる）方法として使用される。
- ナミハダニ・ネギアザミウマ・ミカンキイロアザミウマなど: 性のコスト（有性生殖のコスト）を必要最低限にするためではないかとされている。つまり、繁殖には直接関与しない雄をなるべく減らしたいが、個体群の遺伝変異幅を保つ上で有性生殖は保ちたい。この時、必要最低限以上の雄が居る限り、雌が生産されるが、雄が足らず、未受精が生産されれば雄が生産される。典型的なr戦略者であるハダニやアザミウマはこのことによって有性生殖により環境変化への適応性を保った上で、増殖率を稼いでいるのではないかというわけである。事実、園芸上最も難防除とされる（つまり人間による頻繁な農薬開発と農薬種類変更に対応できる）強害害虫はほぼすべて産雄型単為生殖を行う。

寄生虫の吸虫など、中間宿主をもつものでは、幼生が無性的に数を増やす例が多い。これは、宿主から宿主への乗り代わりが必ずしも確率が高くないことへの適応とみられる。そのようなものでは、幼生が分裂などの方法で増えるものもあるが、幼生の体内に、多数の幼生が生じて数を増やす仕組みがあるものがある。この時、幼生の体内では、体が幼生のままで生殖細胞が発達して、それが単為発生的に幼生になることが知られている。このような例は多胚形成といわれる。

## その他

### ヒト
キリスト教の聖典である新約聖書によると、救世主イエス・キリストは聖母マリアから処女懐胎によって誕生したという。他の神話などでも、単為生殖を思わせる説話がある。
歴史的な事項としては、人類が単為生殖をしたと主張する例は多数あるが、ヒトを含む哺乳類にはゲノムインプリンティングがあるために雄ゲノムと雌ゲノムの両方が必要であり、どちらか片方のゲノムしかない単為生殖は困難と見られる。
生命の誕生に至らない単為発生であれば、女性の卵巣でもしばしば奇形腫が生じ、皮膚・毛髪・歯や骨の破片などの塊が摘出されることも珍しくない。ほぼ完全な人体の形を有する胎児型奇形腫の報告もあるが、非常に稀である。

### マウス
2004年に独立行政法人農業・生物系特定産業技術研究機構生物系特定産業技術研究支援センターと東京農業大学（応用生物科学部・河野友宏教授）の共同研究により、特定の遺伝子が欠損したマウスの未成熟な卵母細胞の細胞核を卵子に移植することによって、世界で初めて雌ゲノムのみからなる単為発生マウス「Kaguya」の誕生に成功した。
なお、河野教授らが2007年に発表した論文では1つの卵子から生まれる単為発生との区別を明確にするため「二母性マウス (bi-maternal mice)」という言葉が用いられている。